# Michele Gordigiani
Michele Gordigiani, né à Florence (Italie) le 29 mai 1835 et mort dans cette ville le 7 octobre 1909, est un artiste peintre italien connu pour ses portraits.

## Biographie
Michele Gordigiani est le fils de Luigi Gordigiani, un célèbre musicien florentin. Il  étudie d'abord à l'Académie de Florence sous Giuseppe Bezzuoli, puis chez Luigi Norcini et Silvestro Lega ; il a également travaillé dans les ateliers de Luigi Mussini et Adolph Sturler. En 1855, il fréquente le Caffè Michelangiolo avec son frère Anatolio, où il rencontre de nombreux peintres du mouvement Macchiaioli.
Il a peint un portrait du peintre piémontais Ludovico Raymond, qui fréquentait également le Caffè.
Il est invité à Paris, en 1860, par son amie Virginia Oldoini, comtesse de Castiglione.
Il était très recherché en tant que portraitiste, et parmi ses sujets figurent le roi Victor-Emmanuel II, sa belle-fille, la reine Margherita et le comte de Cavour. En 1867, à Londres, il peint les portraits de la reine Victoria et de son époux, le prince Albert.
Parmi ses élèves figuraient Fosco Tricca, Francesca Magliani, Pompeo Massani et Alfredo Müller.

Peintures de Michele Gordigiani
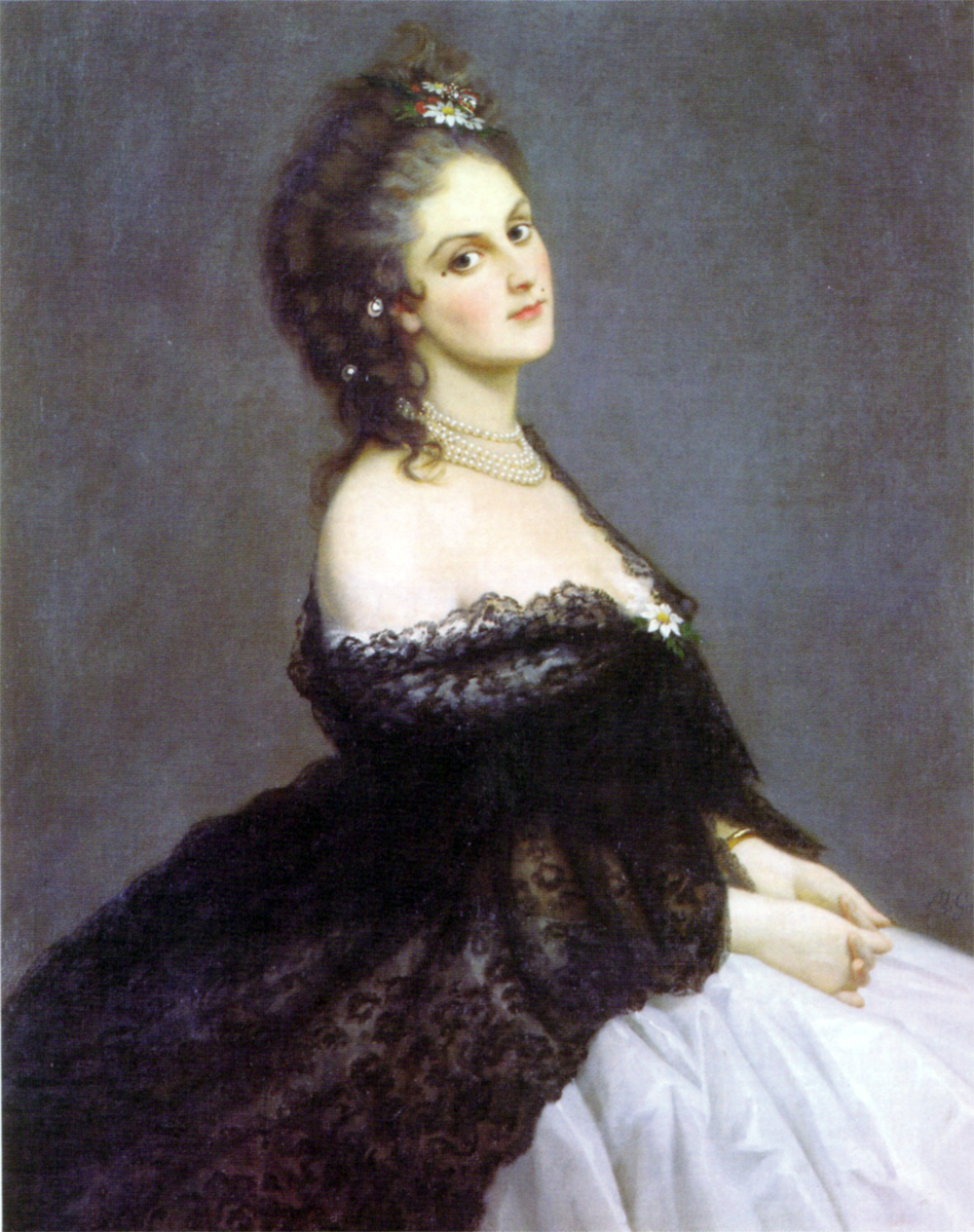
Portrait de la comtesse de Castiglione (1862).
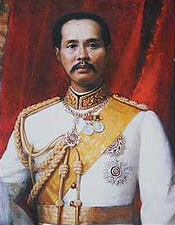
Roi Chulalongkorn du Siam (1898).
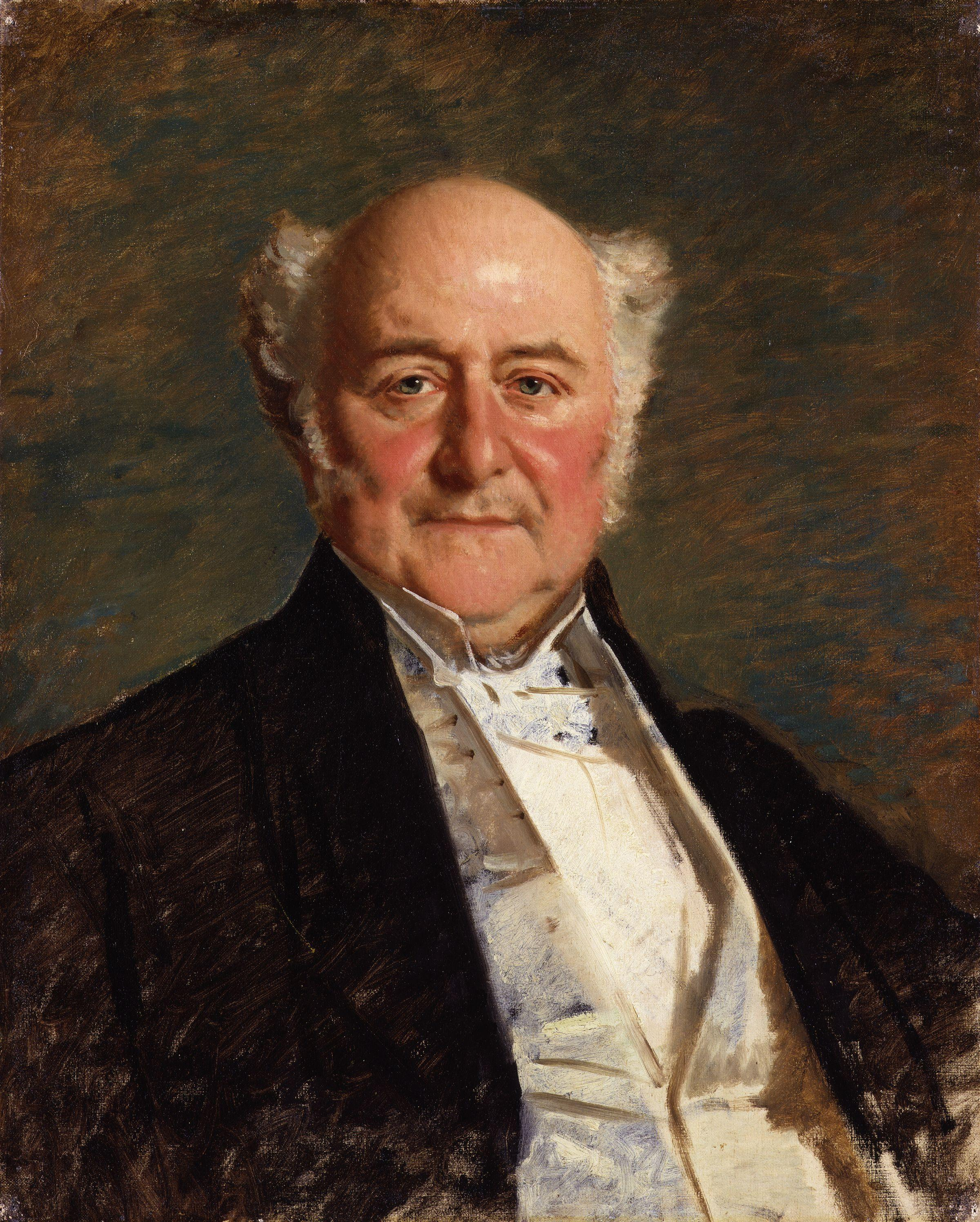
Portrait de Richard Bethell, 1er baron Westbury.

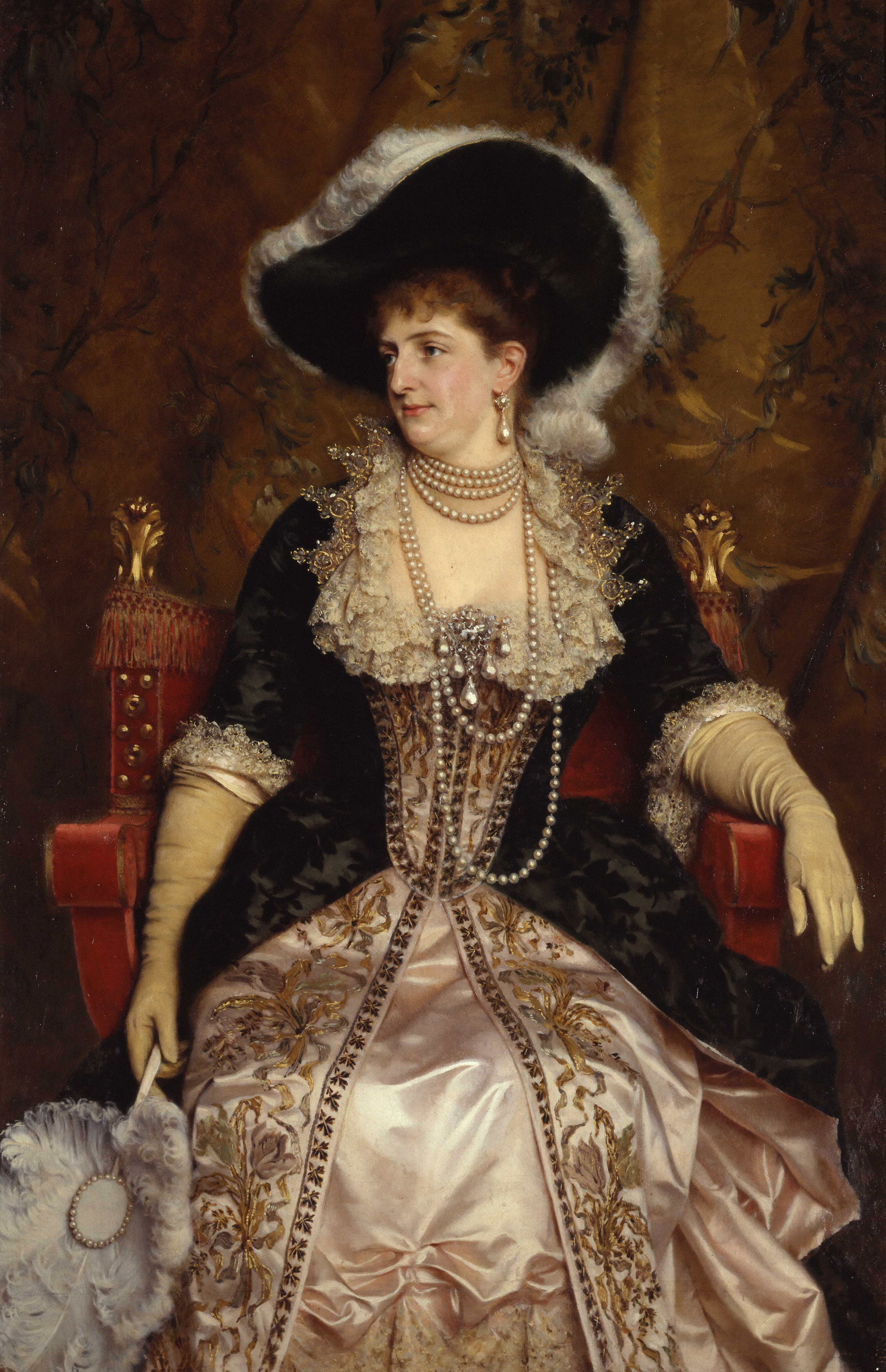
Reine Marguerite de Savoie.
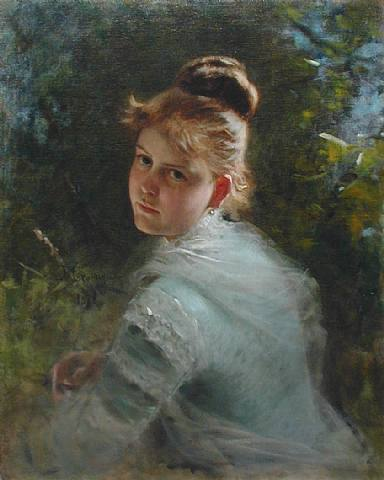
Portrait de Sarah Choate Sears .
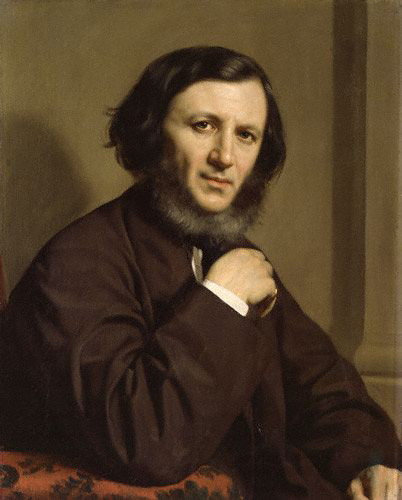
Portrait de Robert Browning (1858).